# Carole Kaboud Mebam
Carole Madeleine Kaboud Mebam (* 17. September 1978) ist eine ehemalige kamerunische Leichtathletin, die sich auf den Hürdenlauf spezialisiert hat.

## Sportliche Laufbahn
Erste internationale Erfahrungen sammelte Carole Kaboud Mebam im Jahr 2001, als sie bei den Spielen der Frankophonie in Ottawa mit 61,11 s in der Vorrunde im 400-Meter-Hürdenlauf ausschied. Anschließend nahm sie an der Sommer-Universiade in Peking teil und erreichte dort das Viertelfinale im 200-Meter-Lauf, in dem sie mit 24,91 s ausschied, während sie über 400 Meter mit 54,71 s nicht über den Vorlauf hinauskam. Im Jahr darauf kam sie bei den Commonwealth Games in Manchester im 100-Meter-Hürdenlauf in der Vorrunde nicht ins Ziel und schied auch über 400 Meter Hürden mit 59,30 s im Vorlauf aus. Zudem belegte sie mit der kamerunischen 4-mal-400-Meter-Staffel in 3:32,74 min den sechsten Platz und stellte damit einen neuen Landesrekord auf. Anschließend gewann sie bei den Afrikameisterschaften in Radès in 58,11 s die Silbermedaille über 400 m Hürden hinter der Marokkanerin Zahra Lachguer und wurde in der 4-mal-400-Meter-Staffel wegen eines Dopingverstoßes einer ihrer Mitstreiterinnen disqualifiziert. 2003 startete sie mit der Staffel bei den Weltmeisterschaften in Paris und belegte dort mit 3:27,08 min im Finale den siebten Platz. Anschließend gewann sie bei den Afrikaspielen in Abuja in 58,28 s die Bronzemedaille über 400 Meter Hürden hinter den Nigerianerinnen Omolade Akinremi und Kate Obilor und über 100 Meter Hürden konnte sie ihren Finallauf nicht beenden. Zudem gewann sie in 3:31,52 min gemeinsam mit Hortense Béwouda, Mireille Nguimgo und Muriel Noah Ahanda die Silbermedaille hinter dem nigerianischen Team. Daraufhin gelangte sie bei den Afro-Asiatischen Spielen in Hyderabad mit 58,47 s auf Rang sechs über 400 Meter Hürden. Im Jahr darauf gewann sie bei den Afrikameisterschaften in Brazzaville in 14,07 s die Silbermedaille über 100 Meter Hürden hinter Rosa Rakotozafy aus Madagaskar und belegte in 58,38 s den sechsten Platz über 400 Meter Hürden. Zudem sicherte sie sich in 3:30,77 min gemeinsam mit Hortense Béwouda, Muriel Noah Ahanda und Delphine Atangana die Bronzemedaille in der 4-mal-400-Meter-Staffel hinter den Teams aus dem Senegal und Südafrika. Anschließend nahm sie mit der Staffel an den Olympischen Spielen in Athen teil und verpasste dort mit 3:29,93 min den Finaleinzug.
2005 gewann sie bei den Spielen der Frankophonie in Niamey in 13,58 s die Silbermedaille über 100 Meter Hürden hinter der Französin Joanna Bujak und über 400 Meter Hürden belegte sie in 59,95 s den fünften Platz. Zudem belegte sie mit der 4-mal-100-Meter-Staffel in 46,72 s den fünften Platz und gelangte mit der 4-mal-400-Meter-Staffel mit 3:46,38 min auf Rang vier. Im Jahr darauf schied sie bei den Commonwealth Games in Melbourne mit 13,82 s und 58,04 s jeweils in der Vorrunde über 100 und 400 Meter Hürden aus. Anfang August gewann sie bei den Afrikameisterschaften in Bambous in 13,85 s die Silbermedaille über 100 Meter Hürden hinter der Nigerianerin Olutoyin Augustus und über 400 Meter Hürden belegte sie in 58,46 s den siebten Platz. Zudem gewann sie in 46,43 s gemeinsam mit Esther Ndoumbé, Joséphine Mbarga-Bikié und Myriam Léonie Mani die Bronzemedaille in der 4-mal-100-Meter-Staffel hinter den Teams aus Ghana und Nigeria. 2007 konnte sie ihr Rennen über 100 Meter Hürden bei den Afrikaspielen in Algier nicht beenden und wurde in 57,69 s Vierte über 400 Meter Hürden. Im Jahr darauf gewann sie bei den Afrikameisterschaften in Addis Abeba in 13,52 s die Bronzemedaille über 100 Meter Hürden hinter der Guineerin Fatmata Fofanah und Olutoyin Augustus aus Nigeria und über 400 Meter Hürden klassierte sie sich mit 57,47 s auf dem fünften Platz. Über 400 Meter Hürden startete sie im August bei den Olympischen Spielen in Peking und kam dort mit 57,81 s nicht über die erste Runde hinaus.
2009 kam sie bei den Weltmeisterschaften in Berlin mit 58,10 s nicht über den Vorlauf über 400 Meter Hürden hinaus und anschließend gewann sie bei den Spielen der Frankophonie in Beirut in 58,85 s die Bronzemedaille hinter den Marokkanerinnen Hayat Lambarki und Lamiae Lhabz. Über 100 Meter Hürden belegte sie in 13,55 s den fünften Platz und mit der 4-mal-100-Meter-Staffel gewann sie in 46,24 s die Bronzemedaille hinter den Teams aus Kanada und Frankreich. Im Jahr darauf belegte sie bei den Afrikameisterschaften in Nairobi in 14,16 s den fünften Platz über 100 Meter Hürden und wurde in 58,05 s Achte über 400 Meter Hürden. Zudem gewann sie in 44,90 s gemeinsam mit Fanny Appes Ekanga, Charlotte Mebenga Amombo und Delphine Atangana die Silbermedaille hinter dem nigerianischen Team. Anschließend wurde sie bei den Commonwealth Games in Neu-Delhi in 57,61 s Fünfte über 400 Meter Hürden. 2011 startete sie über 400 Meter Hürden bei den Afrikaspielen in Maputo und kam dort im Vorlauf nicht ins Ziel. 2013 bestritt sie im belgischen Kessel-Lo ihren letzten offiziellen Wettkampf und beendete daraufhin ihre aktive sportliche Karriere im Alter von 34 Jahren.
2011 wurde sie belgische Meisterin im 400-Meter-Hürdenlauf.

## Persönliche Bestzeiten
- 200 Meter: 24,05 s (+1,1 m/s), 15. Juli 2001 in Ottawa
  - 200 Meter (Halle): 25,17 s, 29. Januar 2005 in Gent
- 400 Meter: 53,30 s, 6. April 2004 in Bamako
  - 400 Meter (Halle): 55,33 s, 9. Februar 2005 in Genua
- 100 m Hürden: 13,41 s (+0,4 m/s), 2. Juli 2008 in Straßburg (kamerunischer Rekord)
  - 60 m Hürden (Halle): 8,34 s, 19. Januar 2008 in Luxemburg (kamerunischer Rekord)
- 400 m Hürden: 56,03 s, 5. Juli 2008 in Chambéry (kamerunischer Rekord)